# François Heersbrandt
François Heersbrandt (ur. 12 grudnia 1989 w Uccle) – belgijski pływak, specjalizujący się głównie w stylu motylkowym i stylu dowolnym.
Dwukrotny brązowy medalista mistrzostw Europy na krótkim basenie ze Szczecina na 100 m motylkiem i w sztafecie 4 × 50 m stylem dowolnym.
Uczestnik Igrzysk Olimpijskich z Pekinu (37. miejsce na100 m stylem motylkowym) oraz z Londynu (16. miejsce w tej samej konkurencji).